# Bitwa nad Niamihą
Bitwa nad Niamihą (bitwa nad brzegami Niemigi (Niamihi)) – starcie zbrojne stoczone 3 marca 1067 w miejscu, które dziś znajduje się w centrum Mińska. W jej wyniku książę Wsiesław Briaczysławicz uległ koalicji książąt ruskich. Opis bitwy jest równocześnie pierwszą wzmianką o Mińsku.

## Opis bitwy

### Tło historyczne
Książę Wszesław Połocki kilkanaście lat panował w księstwie połockim, początkowo lojalnie wobec Jarosławiczów z Kijowa. Później jednak, od około 1065, wdał się z nimi w walkę o hegemonię regionalną. W tymże 1065 napadł na Psków, rok później splądrował i według niektórych relacji, przyłączył Nowogród Wielki. Celem niedopuszczenia do wzrostu jego znaczenia, przeciw niemu obróciła się koalicja książąt ruskich.

### Przebieg bitwy
Izjasław I, książę kijowski, Światosław II, książę czernihowski oraz Wsiewołod, książę perejasławski pokonali w bitwie nad brzegami rzeki Niamiha i na samej zamarzniętej rzece, nieopodal miasteczka handlowego Mińsk, wojska Wsiesława. Relacje zawarte w eposie Słowo o wyprawie Igora różnią się od ustaleń archeologów. Według niektórych ustaleń najpierw spalono miasto, a potem koalicjanci uderzyli na fortecę zlokalizowaną niedaleko ujścia Niemigi do Świsłoczy.

### Konsekwencje
Wszesław został pochwycony w niewolę i przewieziony do Kijowa. Tam mieszkańcy wypuścili go 15 września 1068 i wezwali na tron wielkoksiążęcy, co spowodowało polską interwencję.